# Комісар Володимир Юрійович
Володи́мир Ю́рійович Коміса́р (1 січня 1978 — 29 серпня 2014) — рядовий батальйону патрульної служби міліції особливого призначення «Дніпро-1», учасник російсько-української війни.

## Короткий життєпис
Народився 1978 року в місті П'ятихатки (Дніпропетровська область).
В часі війни — рядовий міліції Добровольчого батальйону патрульної служби міліції особливого призначення «Дніпро-1».
Під час виходу з «Іловайського котла» загинув поблизу села Чумаки Старобешівського району. Востаннє Володимира бачили в районі урочища Червона Поляна — він відступав у «зеленку» й відстрілювався.
Вважався зниклим безвісти. 3 вересня 2014-го тіло Володимира Комісара разом з тілами 96 інших загиблих у Іловайському котлі було привезено до дніпропетровського моргу.
16 жовтня 2014-го тимчасово похований на Краснопільському цвинтарі Дніпропетровська як невпізнаний Герой.
Ідентифікований за експертизою ДНК серед загиблих, похованих на Краснопільському цвинтарі. 29 вересня 2016 року воїна перепоховали в місті П'ятихатки.
Залишилися батьки і сестра Люба.

## Нагороди та вшанування
- 11 жовтня 2017 року Указом Президента України № 318/2017, за особисту мужність і самовіддані дії, виявлені у захисті державного суверенітету та територіальної цілісності України, зразкове виконання військового обов'язку, нагороджений орденом «За мужність» ІІІ ступеня (посмертно).
- Його портрет розміщений на меморіалі «Стіна пам'яті полеглих за Україну» у Києві: секція 3, ряд 10, місце 23
- Вшановується 29 серпня на щоденному ранковому церемоніалі вшанування українських захисників, які загинули цього дня у різні роки внаслідок російської збройної агресії[1]
- Іловайський Хрест (посмертно)